# 李苏
李苏（1914年—2005年），原名张宝庆，男，江苏扬州人，中华人民共和国化工专家，化学工业组织领导者之一。

## 生平
1936年毕业于南京金陵大学化学系，获理学士学位。后考取南京金陵大学理科研究所化学部研究生，攻读理论有机化学硕士学位。1937年七七事变后，他进入兵工署应用化学研究所，后到四川泸州23兵工厂从事毒气和防化学战的研究工作。1939年2月加入中国共产党，曾担任四川泸县中心县委宣传部秘书、中心支部宣传委员，四川江安县委书记。1940年6月赴延安自然科学院从事教学工作，历任大学部主任、自然教育科科长、化学系与化工系主任、讲师、教授等职。1945年抗日战争结束后，先后在延安、石家庄、天津华北化学工业公司等工作。
中华人民共和国成立后，历任中华人民共和国重工业部化学工业管理局副局长、化学工业部部长助理、技术司司长。1958年9月15日至1960年12月22日，担任北京化工学院院长；后升任化工部副部长、燃料化学工业部石油化工科学研究院院长等。1978年后，历任中国科学院副秘书长、化学学部副主任、能源委员会主任、环境委员会主任、国际化学会筹委会委员。1983年起任中国石油化工总公司技术经济顾问等。

## 社会兼职
李苏曾当选为第五、六、七届全国政协委员，中国化学会副理事长、中国化工学会副理事长、中国环境科学学会副理事长、中国腐蚀与防护学会理事长。